# Pratella
Pratella ist eine italienische Gemeinde (comune) mit 1372 Einwohnern (Stand 31. Dezember 2023) in der Provinz Caserta in Kampanien. Sie ist Bestandteil der Comunità Montana del Matese. Die Gemeinde liegt etwa 39 Kilometer nordnordwestlich von Caserta und grenzt unmittelbar an die Provinz Isernia (Molise). Der Volturno bildet die westliche Grenze der Gemeinde.

## Geschichte
1197 wurde der Ort erstmals als Castri Pratelle genannt.

## Verkehr
Durch die Gemeinde führt die Strada Statale 158 della Valle del Volturno von Alfedena nach Caiazzo.